# ولگاما
ولگاما (به لاتین: Weligama Divisional Secretariat) یک منطقهٔ مسکونی در سری‌لانکا است که در ناحیه ماتارا واقع شده‌است.